# Burg (Familienname)
Burg, von Burg und von der Burg sind deutsche, Van Burg und Ter Burg niederländische Familiennamen.

## Herkunft und Bedeutung
Vom Ursprung her verweisen die Worte Burg und Berg auf einen Begriff, der eine Höhe bezeichnet, mit den erschlossenen Formen *bherĝos- (Berg) und *bhereĝh- (hoch, erhaben). Burg wird dann im Deutschen mit Ablaut von Berg geschieden (mittelhochdeutsch burc bedeutet auch „Stadt“, vergleiche „Bürger“ und (englisch) 'burgh' bei borough). Die ersten Träger des Familiennamens hatten Bezug zu einer Burg oder einer Kleinstadt.

## Namensträger
- Adam von Burg (Adam Freiherr von Burg; 1797–1882), österreichischer Mathematiker und Technologe
- Adolf von Burg (1900–1981), Schweizer Ingenieur und Heimatforscher
- Adolf Burg (1917–2003), deutscher NS-Verfolgter und Verbandsfunktionär
- Anna Burg (1875–1950), Schweizer Schriftstellerin und Lyrikerin
- Anton Burg (1767–1849), deutscher Werkzeugmacher und Maschinenfabrikant
- August Burg (1820–1882), deutscher Industrieller
- Avraham Burg (* 1955), israelischer Politiker
- Birger von der Burg, schwedischer Skispringer
- Bobby Burg (* 1977), US-amerikanischer Musiker
- Christel Burg, Pseudonym von Helge Darnstädt (1925–2009), deutsche Schriftstellerin
- C. W. Burg (1885–1957), deutscher Synchronsprecher
- Daniel Gottlob Burg (1727–1795), deutscher Theologe
- Dave van der Burg (* 1993), niederländischer Radrennfahrer
- Dominique von Burg (* 1946), Schweizer Journalist
- Emil von Burg (1896–nach 1970), Schweizer Fabrikant
- Emmy Burg (eigentlich Emmy Uhlich; 1908–1982), deutsche Schauspielerin
- Ernst von der Burg (1831–1910), preußischer General der Infanterie
- Ernst von der Burg, Pseudonym von Ernst Christian Friedrich Schreck (1857–nach 1935), deutscher Pädagoge
- Eugen Burg (1871–1944), deutscher Schauspieler
- Ferdinand Burg (1868–1915), Erzherzog von Österreich, siehe Ferdinand Karl von Österreich (1868–1915)
- Fritz Burg (1906–1980), Schweizer Lehrer und Unternehmer
- Fritz Burg (Bibliothekar) (1860–1928), deutscher Bibliothekar
- Günter Burg (* 1941), deutsch-schweizerischer Dermatologe
- Gustav von Burg (Herausgeber) (1846–1930), Schweizer Zeitungsherausgeber
- Gustav von Burg (Zoologe) (1871–1927), Schweizer Lehrer und Ornithologe
- Hansi Burg (1898–1975), deutsch-österreichische Schauspielerin
- Hermann Burg (1878–1946), deutscher Kunsthistoriker, Offizier, Galerist und Kunsthändler
- Hermann Meltzer-Burg (1856–nach 1905), deutscher Schauspieler und Sänger
- Ida Burg (1864–1942), deutsches Opfer des Nationalsozialismus, siehe Liste der Stolpersteine in Hamburg-Bergedorf
- Ieke van den Burg (1952–2014), niederländische Politikerin (PvdA), MdEP
- J. G. Burg (auch Josef Ginzburg; 1908–1990), deutscher Holocaustleugner
- Jacques Burg (1862–nach 1914), deutscher Schauspieler und  Bühnenautor
- Jean-Pierre Burg (* 1953), französischer Geologe und Hochschullehrer
- Job ter Burg (* 1972), niederländischer Filmeditor
- Johann Burg (Mediziner) (1652–1690), deutscher Mediziner
- Johann Friedrich Burg (1689–1766), deutscher lutherischer Theologe
- Joosje Burg (* 1997), niederländische Hockeyspielerin
- Joost van der Burg (* 1993), niederländischer Radsportler
- Josef Burg (Politiker) (1909–1999), israelischer Politiker und Rabbiner
- Josef Burg (Schriftsteller) (1912–2009), jiddischer Schriftsteller
- Joseph Burg (1857–1923), deutscher Sozialpolitiker und Zeitungsredakteur
- Joseph Vitus Burg (1768–1833), deutscher Geistlicher, Bischof von Mainz
- Lou van Burg (eigentlich Loetje van Weerdenburg; 1917–1986), niederländisch-deutscher Showmaster und Entertainer
- Mark Burg, US-amerikanischer Filmproduzent
- Meno Burg (1789–1853), preußischer Major der Artillerie
- Michael von Burg (* 1977), schweizerisch-US-amerikanischer Schauspieler
- Niki von der Burg, deutscher Schauspieler
- Otto Burg (1832–1894), deutscher Chemiker, Fabrikant und Politiker
- Paul Burg (eigentlich Paul Schaumburg; 1884–1948), deutscher Schriftsteller und Journalist
- Peter Burg (* 1941), deutscher Historiker
- Robert Burg (eigentlich Robert Bartl; 1890–1946), deutscher Sänger (Bariton)
- Roger W. Burg (* um 1956), pensionierter Generalmajor der US Air Force
- Ursula Burg (1919–1996), deutsche Schauspielerin
- Twan Burg (* 1990), niederländischer Schach- und Shōgispieler
- Viola von der Burg (* 1965), deutsche Schauspielerin
- Volkhard Meyer-Burg (* 1938), deutscher Architekt
- Wim ter Burg (1914–1995), niederländischer Komponist, Kirchenmusiker, Chordirigent und Musikpädagoge